# Sat.1-Frühstücksfernsehen
Das SAT.1-Frühstücksfernsehen ist das Morgenmagazin des privaten Fernsehsenders Sat.1, das montags bis freitags zwischen 05:30 und 10:00 Uhr sowie samstags und sonntags zwischen 09:00 und 12:00 Uhr live gesendet wird. Am 1. Oktober 2017 feierte das Frühstücksfernsehen 30-jähriges Bestehen. In der Ausgabe vom 4. Oktober 2022 wurde das 35-jährige Bestehen der Sendung gefeiert. Produziert wird die Sendung seit 2009 von der Berliner Produktionsfirma Maz & More TV Produktion.

## Geschichte
Die Sendung existiert seit dem 1. Oktober 1987 und begann unter dem Titel Guten Morgen mit SAT.1. Von 1993 bis 1999 hieß die Sendung Deutschland Heute Morgen und seit 1999 heißt die Sendung SAT.1-Frühstücksfernsehen. Gesendet wurde anfangs bis 09:00 Uhr.
Im Januar 2007 wurde die Sendung werktags um eine Stunde verlängert. Die Sendung kam vom 1. Oktober 1987 bis zum 11. Januar 1991 aus Hamburg. Seit dem 14. Januar 1991 wird sie in Berlin produziert.
In den ersten Ausgaben („Guten Morgen mit SAT.1“) gehörten neben redaktionellen Teilen auch Expertengespräche zu Verbraucherthemen, ein tägliches Horoskop und Musikvideos zum Programm. Jeden Morgen wurde zunächst ein Buchstabe ermittelt, der nur die Zuschauer, deren Familienname mit diesem Buchstaben begann, berechtigte, sich für das per Telefon gespielte Gewinnspiel „Der Goldene Schuss“ zu qualifizieren. Ein anderes langjähriges Element der mehrstündigen Sendung war das Videospiel Superball, ein weiteres Reaktionsspiel mit Zuschauerbeteiligung per Telefon. Dieses wurde im Frühjahr 2006 durch das Spiel Super-Zoom ersetzt, ab Herbst 2009 gab es das Spiel „2 Fragen, 3 Antworten“. Ab Dezember 2009 gab es wieder ein neues Gewinnspiel namens „Jackpot 5“. Vorübergehend wurde das Spiel Punktlandung, bei dem die Mitspieler einen genannten Ort auf einer Deutschlandkarte treffen müssen, eingeführt. Außerdem konnten in früheren Sendungen Gesangstalente beim Morningstar ihr Können unter Beweis stellen. Der Schwerpunkt der Sendung liegt auf Unterhaltung und laut einer im Jahr 2000 veröffentlichten Studie belief sich der Anteil an aktuellen Informationen auf 28,3 Prozent.
Seit dem 25. März 2008 präsentiert sich das Frühstücksfernsehen aus dem größten Sat.1-Studio, welches Mitte 2009 erneuert wurde. Seither werden 1–2 Mal pro Jahr jeweils leichte Änderungen an der Dekoration vorgenommen.
Am 7. November 2012, 9. November 2016 sowie am 4. November 2020 wurde das Frühstücksfernsehen anlässlich der US-Präsidentschaftswahlen ab 04:55 Uhr live ausgestrahlt und ist somit über fünf Stunden on air gewesen.

## Inhalt
Die Sendung beinhaltet in der Zeit zwischen 05.55 Uhr und 08.25 Uhr halbstündlich fünfminütige Nachrichten (:newstime) und Wetterberichte, Themen aus Politik, Sport und Boulevard, Tipps aus dem Servicebereich sowie Gespräche und Darbietungen von Künstlern bzw. Amateuren. Zu den Rubriken der Sendung gehören:
- Animal News (mit Simon Waslowski, unregelmäßig)
- Backstage (Promi-Nachrichten, mit Benedikt Amara, täglich)
- Games News (mit Magnus von Keil, unregelmäßig)
- Gesünder am Sonntag (mit Charlotte Karlinder, sonntags)
- Gute News (mit Anna Kreuzberg, unregelmäßig)
- Kinotipp (mit Christoph Scheermann, unregelmäßig)
- Sat.1-Spar-Detektiv (mit Daniel Engelbarts, mittwochs & samstags)
- Tageshoroskop (mit Kirsten Hanser, täglich online)
- Wochen-Highlights (mit Olcay Özdemir, sonntags)

## Moderation

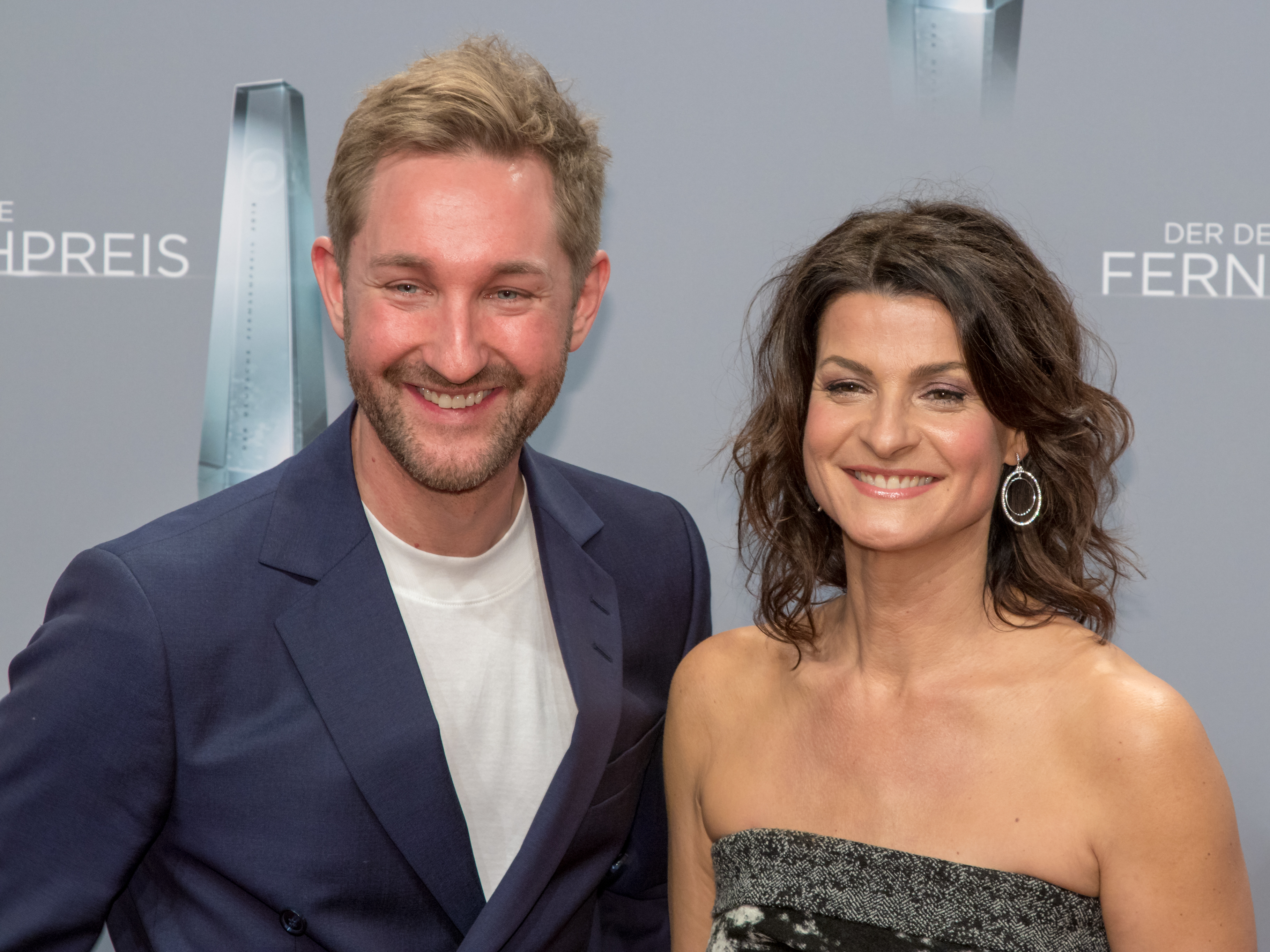
Daniel Boschmann und Marlene Lufen
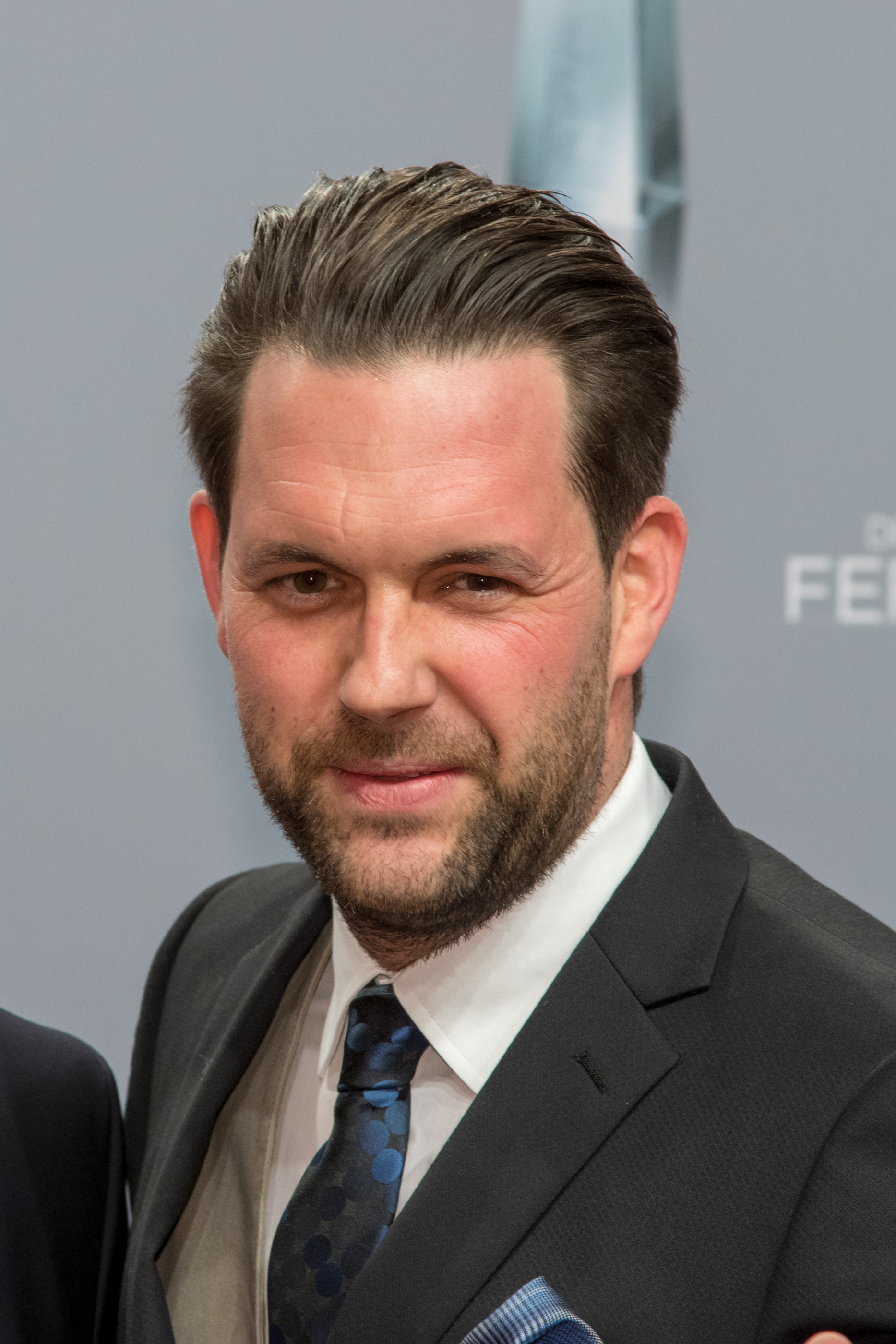
Matthias Killing
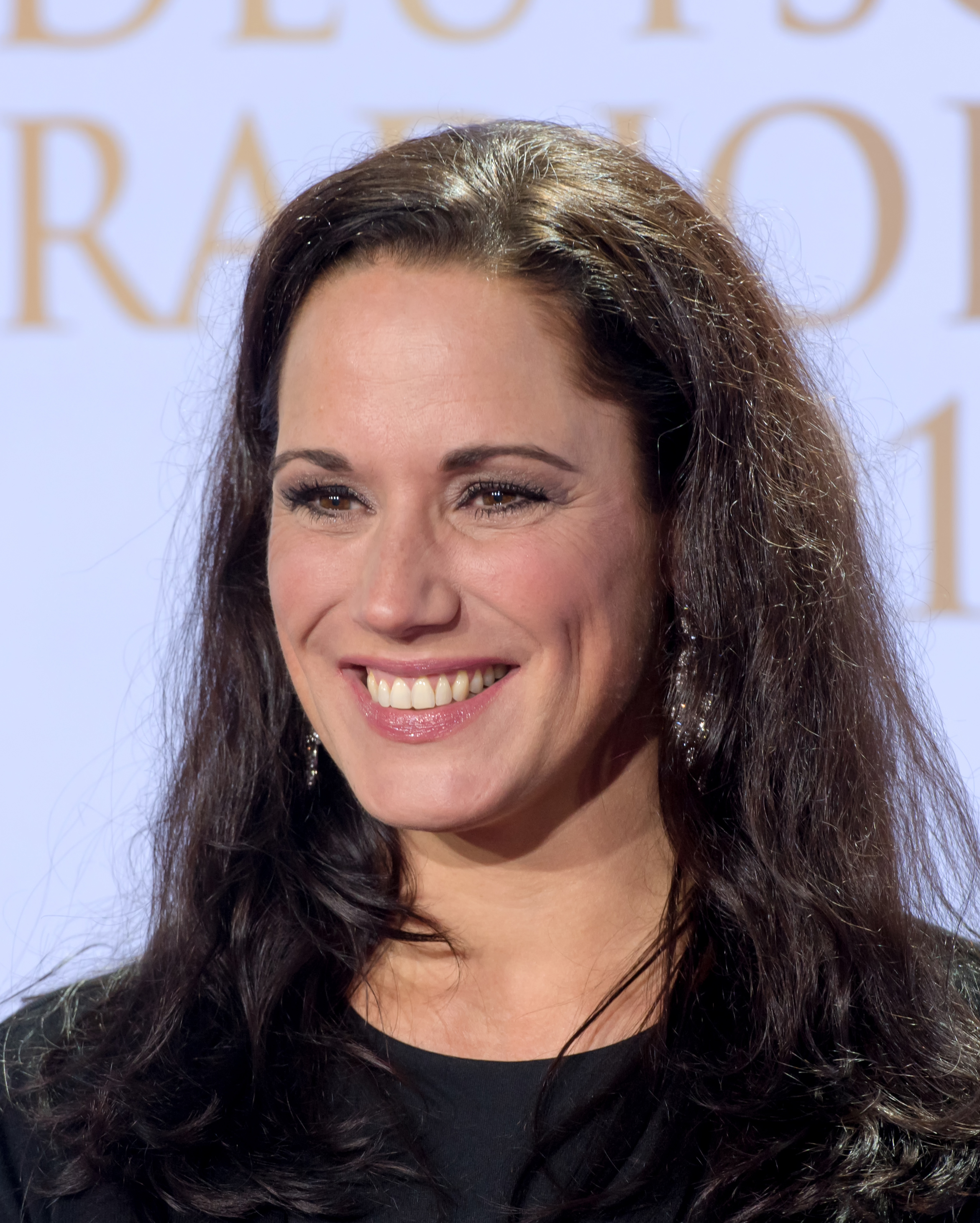
Simone Panteleit
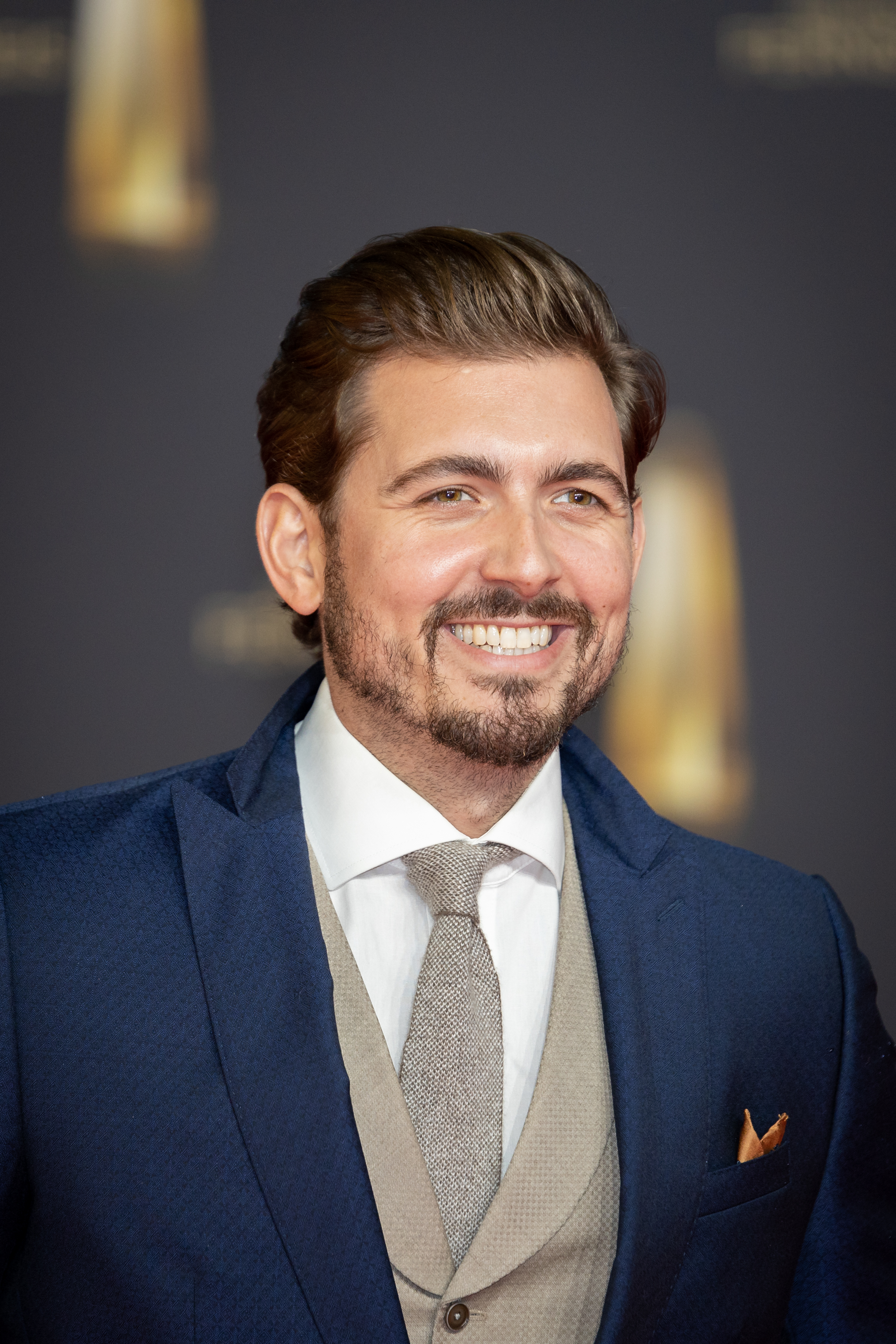
Christian Wackert

### Moderatoren
| Aktuelle Moderatoren         | Einstieg             | Bemerkung           |
| Hauptmoderatoren             | Hauptmoderatoren     | Hauptmoderatoren    |
| ---------------------------- | -------------------- | ------------------- |
| Marlene Lufen                | 1997–2000, seit 2006 |                     |
| Karen Heinrichs              | seit 2007            |                     |
| Matthias Killing             | seit 2009            |                     |
| Alina Merkau                 | seit 2014            |                     |
| Christian Wackert            | seit 2016            |                     |
| Daniel Boschmann             | 2016–2018, seit 2019 |                     |
| Benjamin Bieneck             | seit 2022            | bis 2023 Vertretung |
| Simone Panteleit             | 2008–2016, seit 2021 | (Sonntagsausgabe)   |
| Vertretungsmoderatoren       |                      |                     |
| Jochen Schropp               | seit 2018            |                     |
| Martina Reuter               | seit 2022            |                     |
| Romina Langenhan             | seit 2022            |                     |
| Christoph Karrasch           | seit 2023            |                     |
| Kira Ortmann                 | seit 2023            |                     |
| Aktuelle Nachrichtensprecher |                      |                     |
| Ina Dietz                    | seit 2004            | Anchorwoman         |
| Jule Gölsdorf                | seit 2021            | Anchorwoman         |
| Philipp Isterewicz           | seit 2022            | Anchorman           |
| Stephanie Puls               | seit 2021            | Vertretung          |

Früher moderierte ein Moderatorenteam zwischen 05:30 und 08:00 Uhr und das zweite Team von 08:00 bis 10:00 Uhr. Seit 2014 moderiert nur noch ein Moderatorenteam die ganze Sendung.
Insgesamt wurden in der Geschichte der Sendung drei Hunde eingesetzt (zuerst „Helga“, später „Lotte“), die in den meisten Sendungen zu sehen waren. Seit Januar 2021 wird Hündin „Berta“ in der Sendung eingesetzt.

### Experten
| Aktuelle Experten    | Funktion                                   | Einstieg  |
| -------------------- | ------------------------------------------ | --------- |
| Kirsten Hanser       | Astro-Expertin                             | seit 2006 |
| Christoph Scheermann | Filmkritiker                               | seit 2010 |
| Benjamin Bieneck     | V.I.P.-Experte                             | seit 2013 |
| Vanessa Blumhagen    | Society-Expertin                           | seit 2013 |
| Phylicia Whitney     | Gaming-Expertin                            | seit 2013 |
| Charlotte Karlinder  | Gesundheits-Expertin                       | seit 2016 |
| Udo Hagemann         | Sicherheits-Experte                        | seit 2016 |
| Daniel Engelbarts    | Spar-Detektiv                              | seit 2016 |
| Marie Helmschmied    | Netzreporterin, Webshow-Moderatorin        | seit 2017 |
| Dominique Boniecki   | Social-Media-Expertin, Webshow-Moderatorin | seit 2018 |
| Anna Kreuzberg       | Gute-News-Expertin                         | seit 2019 |
| Sascha Zöller        | Technik-Experte                            | seit 2019 |
| Benedikt Amara       | Backstage-Reporter                         | seit 2019 |
| Olcay Özdemir        | Netzreporter                               | seit 2020 |
| Simon Waslowski      | Animal-Experte                             | seit 2020 |
| Jennifer Fischer     | Backstage-Reporterin                       | seit 2024 |
| Sebastian Fenske     | News-Reporter                              | seit 2024 |
| Carolin Berscheid    | News-Reporterin                            | seit 2024 |
| Ehemalige Experten   | Funktion                                   | Jahre     |
| Peter Hetzel         | Literaturkritiker                          | 1987–2014 |
| Torgen Schneider     | Backstage-Reporter                         | 1998–2013 |
| Hans-Ulrich Pönack   | Filmkritiker                               | 1999–2015 |
| Sibylle Weischenberg | Society-Expertin                           | 2002–2013 |
| Alexander Hold       | Rechts-Experte                             | 2007–2017 |
| Claus Strunz         | Politik-Experte                            | 2014–2018 |
| Larissa Kindt        | Netzreporterin                             | 2014–2017 |
| Paulina Krasa        | Netzreporterin                             | 2017–2019 |
| Lukas Haunerland     | Show-Experte                               | 2019–2024 |
| Amira Tröger         | Backstage-Reporterin                       | 2020–2022 |
| Jenny Elvers         | V.I.P.-Expertin                            | 2020–2021 |
| Kira Schlender       | Backstage-Reporterin                       | 2022–2024 |
| Lioba Kassens        | Backstage-Reporterin                       | 2023      |

Kirsten Hanser ist seit Jahren ein fester Bestandteil der Sendung. Die Astrologin informierte von Mai 2006 bis zum 30. Dezember 2019 über das aktuelle astrologische Horoskop. Seit dem 2. Januar 2020 ist das Horoskop nur noch online auf der Internetseite des Frühstücksfernsehens abrufbar.
Sibylle Weischenberg war über 10 Jahre als „Society-Expertin“ tätig. Am 26. Juni 2013 machte Sat.1 bekannt, dass Weischenberg die Sendung zum 30. Juni auf eigenen Wunsch verlassen wird. Sie berichtete jeden Donnerstag in Weischenbergs Important People über Neuigkeiten aus der Promiwelt. Ihre Nachfolgerin ist Vanessa Blumhagen, die bis 2022 jeden Montag und Donnerstag in Vanessas Important People als „Society-Expertin“ agierte und aus der Promi-Szene berichtete. Seit 2023 ist ihre Rubrik nur noch in unregelmäßigen Abständen zu sehen.
Von 2019 bis 2024 war der frühere Radiomoderator Lukas Haunerland ein fester Bestandteil der Sendung. In der Sendung trat er als Show-Redakteur auf, wo er unter anderem verschiedene Umfragen vorstellte oder die Sendung musikalisch beendete. Im Oktober 2021 sowie im März 2022 vertrat er Matthias Killing und Daniel Boschmann als Moderator neben Karen Heinrichs.
Seit Januar 2024 gehört Benjamin Bieneck neben seiner Funktion als V.I.P.-Experte zum festen Hauptmoderationsteam der Sendung.

#### Ehemalige Moderatoren
| Ehemalige Moderatoren         | Jahr(e)                         | Anmerkung                                                                                  |
| ----------------------------- | ------------------------------- | ------------------------------------------------------------------------------------------ |
| Christian Marx                | unbekannt                       |                                                                                            |
| Christiane Feist              | unbekannt                       |                                                                                            |
| Dagmar Wenk                   | unbekannt                       |                                                                                            |
| Geraldine Gaul                | unbekannt                       | war Ansagerin beim SFB, wechselte zu SAT.1 und moderierte ab 1990 zusammen mit Armin Halle |
| Gundis Zámbó                  | unbekannt                       |                                                                                            |
| Hans-Hermann Gockel           | unbekannt                       | wechselte zu den Sat.1 Nachrichten                                                         |
| Jörg Draeger                  | unbekannt                       |                                                                                            |
| Juliane Hielscher             | unbekannt                       | wechselte zum ZDF-Morgenmagazin                                                            |
| Karin Jacoby                  | unbekannt                       | wechselte zu Dr. Dish TV                                                                   |
| Susanne Kripp                 | unbekannt                       |                                                                                            |
| Udo Philipp                   | unbekannt                       |                                                                                            |
| Sabrina Fox                   | 1987–1988                       |                                                                                            |
| Wolf-Dieter Herrmann          | 1987–1990                       | Moderator der ersten Stunde, wechselte nicht mit nach Berlin                               |
| Gaby Papenburg                | 1987–1992, 2008–2013            | Moderatorin der ersten Stunde                                                              |
| Susanne Holst                 | 1989–1993                       | wechselte zu ARD-aktuell                                                                   |
| Gernot Wassmann               | 1990–1994                       | wechselte zu DW-TV, RTL II Call TV (2001) und Sonnenklar.TV (bis 2006)                     |
| Armin Halle                   | 1990–1994                       |                                                                                            |
| Patrizia Fernandez            | 1992–1996                       | wechselte zu tm3                                                                           |
| Inez Lang                     | 1992–1996                       |                                                                                            |
| Andrea Kiewel                 | 1993–2000                       | wechselte zum ZDF                                                                          |
| Kurt Lotz                     | 1993–2003                       | wechselte zum NDR                                                                          |
| Detlef Simon                  | 1994                            |                                                                                            |
| Andreas Franke                | 1994–2004                       |                                                                                            |
| Sylvia Bleßmann               | 1996                            | wechselte zum ORB                                                                          |
| Uli Gehring                   | 1996–1997                       | arbeitete danach als Regisseurin und Filmproduzentin                                       |
| Bettina Cramer                | 2000–2004                       |                                                                                            |
| Jessica Witte-Winter          | 2000–2005                       | wechselte zu SpreeRadio Berlin                                                             |
| Gregor Jordan                 | 2001                            | Vertretung für Andreas Franke                                                              |
| Nicole Rautenberger           | 2002                            | Vertretung                                                                                 |
| Lou Richter                   | 2002                            | Vertretung                                                                                 |
| Britt Hagedorn                | 2003, 2022                      | Vertretung, wechselte 2022 zu Britt – Der Talk                                             |
| Charlotte Karlinder           | 2004–2005                       | wechselte zu RTL II                                                                        |
| Peer Kusmagk                  | 2004–2005                       |                                                                                            |
| Thomas Koschwitz              | 2004–2005                       | wechselte zu 104.6 RTL und Radio Brocken                                                   |
| Sabine Arndt                  | 2005                            |                                                                                            |
| Jan Hahn                      | 2005–2016                       | wechselte zu RTL, verstarb am 4. Mai 2021                                                  |
| Annika Lau                    | 2006–2008, 2010–2013, 2021–2022 | wechselte zu RTL                                                                           |
| Torgen Schneider              | 2007                            | wurde in der Wochenendausgabe durch Jan Hahn ersetzt                                       |
| Nadine Krüger                 | 2007–2009                       | wechselte zum ZDF                                                                          |
| Aline von Drateln             | 2008–2009                       | wurde in der Wochenendausgabe durch Karen Heinrichs ersetzt                                |
| Christian Düren               | 2015                            | Vertretung                                                                                 |
| Sebastian Fenske              | 2022                            | Vertretung                                                                                 |
| Benjamin Trampf               | 2023                            | Vertretung (Wochenendausgabe)                                                              |
| Ehemalige Nachrichtensprecher | Jahr(e)                         | Anmerkung                                                                                  |
| Anja Freese                   | unbekannt                       | Wetteransagerin                                                                            |
| Dana Golombek                 | unbekannt                       | Wetteransagerin                                                                            |
| Rita Werner                   | 1987–1990                       | Wetteransagerin                                                                            |
| Corinna Wolters               | 1989–1992                       | Wetteransagerin, wechselte zu DW-TV und zum rbb                                            |
| Martin Haas                   | 1991–2018                       | Nachrichtensprecher, Anchorman, verstarb am 27. März 2018                                  |
| Max Oppel                     | 2018–2022                       | Nachrichtensprecher, Anchorman                                                             |
| Gabi Becker                   | 2018–2022                       | Nachrichtensprecherin, Vertretung                                                          |
| Alexandra Kröber              | 2020                            | Nachrichtensprecherin, Vertretung                                                          |

## Vorabendausgaben

### Endlich Feierabend!
Am 2. Februar 2018 gab der Geschäftsführer Kaspar Pflüger des Fernsehsenders Sat.1 in einem Interview bekannt, dass im Jahr 2018 ein „abendliches Frühstücksfernsehen“ mit dem Namen Endlich Feierabend! erscheinen soll. Das Magazin wurde ab dem 30. Juli 2018 täglich um 18:00 für jeweils 60 Minuten ausgestrahlt. Moderiert wurde die Sendung von Annett Möller und Daniel Boschmann.
Am 18. Juni 2019 gab Sat.1-Geschäftsführer Kaspar Pflüger bekannt, dass das Format zum 26. Juli 2019 aufgrund anhaltend schlechter Einschaltquoten eingestellt wird.

## Spezialausgaben

### SAT.1-Frühstücksfernsehen-Spezial – Gemeinsam durch die Krise
Vom 23. März bis zum 29. Mai 2020 wurde nach der regulären Sendung das SAT.1-Frühstücksfernsehen-Spezial – Gemeinsam durch die Krise mit Simone Panteleit anlässlich der COVID-19-Pandemie ausgestrahlt. In der Sendung wurden u. a. aktuelle Informationen zum Coronavirus mit Virologen und Gästen besprochen sowie das Leben in Zeiten von Corona gezeigt.

## Vormittagsausgaben

### SAT.1-Frühstücksfernsehen Hautnah – Die Vormittags-Show
Vom 16. November bis zum 18. Dezember 2020 wurde nach der regulären Sendung das SAT.1-Frühstücksfernsehen Hautnah – Die Vormittags-Show ausgestrahlt. Schwerpunkte der Sendung waren jegliche Themen des alltäglichen Lebens. Bestandteil des Konzepts war es auch, größtenteils nur weibliche Personen als Gäste und Experten einzuladen. Moderiert wurden die Ausgaben von Karen Heinrichs und Simone Panteleit.

## Wochenendausgaben

### SAT.1-Frühstücksfernsehen am Samstag
2007 wurde das SAT.1-Frühstücksfernsehen zwischen dem 5. Mai und dem 21. Juli auch am Samstag ausgestrahlt. Die Sendung lief zwischen 9:00 und 11:00 Uhr. Marlene Lufen und Torgen Schneider moderierten das Magazin in den ersten beiden Wochen. In den Folgewochen moderierte Marlene Lufen mit Jan Hahn. Karen Heinrichs übernahm die Urlaubsvertretung der beiden Hauptmoderatoren. Gezeigt wurde „das Beste“ aus der letzten Sendewoche. Sat.1 bemühte sich immer um eine Studioband für die Samstagsausgabe.
Vom 5. Juli 2008 bis zum 26. September 2009 wurde das SAT.1-Frühstücksfernsehen am Samstag wieder zwischen 09:00 und 11:00 Uhr ausgestrahlt. Das Moderationsteam bildeten zunächst Jan Hahn und Aline von Drateln, ab 9. Mai 2009 moderierte stattdessen Karen Heinrichs an Jan Hahns Seite. Marlene Lufen war die Vertretung der Hauptmoderatoren. Die Samstagsausgabe unterschied sich deutlich von den Wochenausgaben. Sie wurde nicht live gesendet, es gab keine Studiogäste und auch Nachrichten fehlten. Dafür gab es eine Studioband, die mehrere kurze Auftritte hatte, und ab März 2009 auch wieder den „Morning Star“. Im Herbst 2009 wurde die Sendung dann erneut aufgrund schlechter Quoten eingestellt.
Am 1. März 2025 wurde das SAT.1-Frühstücksfernsehen am Samstag neu aufgelegt. Die Sendung wird von den Haupt- und Vertretungsmoderatoren der Hauptausgabe moderiert und in der Zeit zwischen 09:00 und 12:00 Uhr ausgestrahlt.

### SAT.1-Frühstücksfernsehen am Sonntag
Seit dem 24. Oktober 2021 wird das SAT.1-Frühstücksfernsehen am Sonntag gesendet. Die Sendung wird neben den Haupt- und Vertretungsmoderatoren der Hauptausgabe auch von Simone Panteleit moderiert und in der Zeit zwischen 09:00 und 11:00 Uhr ausgestrahlt. Seit dem 8. September 2024 wurde die Sendezeit aufgrund steigender Quoten um eine Stunde bis 12:00 Uhr verlängert.

## Auszeichnungen und Nominierungen
| Jahr | Award                  | Kategorie                                                              | für                                                  | Ergebnis  |
| ---- | ---------------------- | ---------------------------------------------------------------------- | ---------------------------------------------------- | --------- |
| 1991 | Goldene Kamera         | Beste Moderatorin                                                      | Susanne Holst                                        | Gewonnen  |
| 2012 | Deutscher Fernsehpreis | Publikumspreis: Frühstücksfernsehen                                    | -                                                    | Nominiert |
| 2020 | Deutscher Fernsehpreis | Sonderpreis der Jury – Die Corona-Berichterstattung: Beste Information | Sat.1 Frühstücksfernsehen. Gemeinsam durch die Krise | Gewonnen  |
| 2023 | Deutscher Fernsehpreis | Bestes Infotainment                                                    | -                                                    | Nominiert |